# Walter Markert
Walter Markert (* 25. Oktober 1926 in Zweibrücken; † 5. Februar 2006 in Grünstadt) war ein deutscher Maler, der sich selbst als traditionellen Maler bezeichnete: „Meine Motive stehen auch in der Tradition. Es sind Landschaften, Figürliches – hauptsächlich Religiöses – und gegenstandslose Strukturen.“

## Leben
Walter Markert wuchs in Ludwigshafen am Rhein auf, wo er sein Abitur abschloss. Nachdem er als junger Mann als Soldat im Zweiten Weltkrieg gedient hatte, begann er seine künstlerische Ausbildung bei einem Steinbildhauer in Gerolzhofen (Mainfranken). Im Anschluss folgte ein Kunststudium bei Paul Thesing in Darmstadt von 1947 bis 1949 und ab 1949 bei Wilhelm Schnarrenberger an der Kunstakademie Karlsruhe.
1954 heiratete Walter Markert die Künstlerin Rosmarien Weber. Das Künstlerpaar bekam drei Kinder. Nach vielen Jahren in Ludwigshafen am Rhein, wo sie engagiert am Theodor-Heuss-Gymnasium als Lehrer für Kunst und Sport tätig waren, folgte schließlich 1975 der Neubau eines Heims mit Atelier in Battenberg. Hier war auch der Höhepunkt ihres künstlerischen Schaffens, es entstanden zahlreiche Werke. Viele Ausstellungen im In- und Ausland – meist gemeinsam – folgten. Markert war ab 1952 Mitglied der Ludwigshafener Künstlergemeinschaft "Der Anker".

## Werk
Walter Markert bezeichnete sich selbst als traditionellen Maler: „Meine Motive stehen auch in der Tradition. Es sind Landschaften, Figürliches – hauptsächlich Religiöses – und gegenstandslose Strukturen. Dabei ist mir bewußt, in welcher Zeit wir leben und welche Probleme anstehen.“
Die Tochter des Künstlers, Roswitha Heid, schreibt über das Spätwerk ihres Vaters: „Mein Vater hat sich im Spätwerk stark mit religiösen Themen befasst, die er oftmals in Anlehnung an mittelalterliche Flügelaltäre gegliedert hat. Er verwendete in seiner Malweise seine typischen, kommaartigen Pinselstriche, häufig auch mit Filzstift und setzte die Farbe nur reduziert ein, oftmals entstanden monochrome Bilder. Das Leid, das mein Vater nach zahlreichen Schlaganfällen und letztlich beinamputiert im Rollstuhl sitzend, ertragen musste, sah er sinnbildlich im Leid Christi. Neben den religiösen Bildern entstanden aber auch ungegenständliche Bilder, die z. T. mit aufmontierten Zusätzen collageartig in den Raum greifen. Hier greift er die Collage auf, die auch zum Hauptkriterium der Werke seiner Frau wurde.“

## Auszeichnungen
- Pfalzpreis für Bildende Kunst (K Malerei) Kaiserslautern 1963.